# Головаста акула строката
Головаста акула строката (Cephaloscyllium pictum) — акула з роду Cephaloscyllium родини Котячі акули. Інша назва «забарвлена головаста акула».

## Опис
Загальна довжина досягає 71,7 см. Голова коротка, становить 7,5% довжини усієї акули, сплощена. Морда коротка і широка. очі невеликі, горизонтально-овальні, з мигальною перетинкою. Зіниці щілиноподібні. За ними присутні невеличкі бризкальця. Ширина ніздрів дорівнює 2,5-2,9% довжини тіла. Носові клапани трикутної форми. Губні борозни відсутні. Рот помірно широкий. На верхній щелепі розташовано 58-78 робочих зубів, на нижній — 59-77. Зуби дрібні, з 3 або 5 верхівками, з яких центральна висока, бокові — маленькі. Тулуб стрункий, його висота сягає 16,8% довжини тіла. Грудні плавці відносно маленькі, з округлими верхівками. Має 2 спинних плавців. Перший спинний плавець більше за задній, починається навпроти середи черевних плавців. Задній плавець знаходиться навпроти анального. Анальний плавець більше за задній спинний плавець, високий. Хвостовий плавець короткий, широкий, з розвиненими верхніми й нижніми лопатями.
Забарвлення темно-сіре зі слабко контрастними світлими плямами. Голову вкрито численними темними і білими плямочками. Нижня частина голови світла. За зябрами, під очима та на черевних плавцях присутні подовжені чорні плями.

## Спосіб життя
Тримається мілини, поверхні. Доволі повільна та малорухлива акула. Як захист здатна надувати черево, ковтаючи повітря або воду. Полює на здобич біля дна, є бентофагом. Живиться невеличкими ракоподібними, маленькими головоногими молюсками, дрібною костистою рибою.
Це яйцекладна акула. Самиця відкладає 2 яйця.
Не є об'єктом промислового вилову.

## Розповсюдження
Мешкає біля узбережжя островів Балі та Ломбок.